# Tailandia en los Juegos Olímpicos de Atenas 2004
Tailandia estuvo representada en los Juegos Olímpicos de Atenas 2004 por un total de 42 deportistas, 24 hombres y 18 mujeres, que compitieron en 13 deportes.
El portador de la bandera en la ceremonia de apertura fue el tenista Paradorn Srichaphan.

## Medallistas
El equipo olímpico tailandés obtuvo las siguientes medallas:
| Nombre                 | Deporte      | Competición |
| ---------------------- | ------------ | ----------- |
| Oro                    |              |             |
| Manus Boonjumnong      | Boxeo        | 64 kg M     |
| Udomporn Polsak        | Halterofilia | 53 kg F     |
| Pawina Thongsuk        | Halterofilia | 75 kg F     |
| Plata                  |              |             |
| Worapoj Petchkoom      | Boxeo        | 54 kg M     |
| Bronce                 |              |             |
| Suriya Prasathinphimai | Boxeo        | 75 kg M     |
| Aree Wiratthaworn      | Halterofilia | 48 kg F     |
| Wandee Kameaim         | Halterofilia | 58 kg F     |
| Yaowapa Boorapolchai   | Taekwondo    | –49 kg F    |